# María Galán Carvajal
María Galán Carvajal (Avilés, 7 de diciembre de 1880 – Salinas, 30 de agosto de 1960) fue una pintora española, que se convirtió en la primera mujer avilesina que destacó en la pintura. También fue una de las primeras concejalas de Oviedo.

## Trayectoria
Nació en Avilés en 1880 en una familia acomodada. Era hija de Teodora Carvajal Zaldúa, hermana del marqués de Pinar del Río, y de José Galán Estrada. Después del fallecimiento de su padre, y cuando ella tenía 10 años, se trasladó a Madrid con su familia. Comenzó a pintar a los 16 años. Estudió en la Real Academia de Bellas Artes de San Fernando, aunque no llegó a finalizarlos, siendo Obdulia García Díaz la primera avilesina en lograrlo. En ese mismo centro, Galán fue discípula de José Ramón Zaragoza, Alejandro Ferrant y Fischermans y Ventura Álvarez Sala.
Fue copista del Museo del Prado de Madrid. Montó un estudio en la calle de Goya de Madrid, donde impartió clases. En 1920, regreso con su familia a Asturias, instalándose en Oviedo y pasando los veranos en Salinas. Pasó el periodo de la guerra civil española en Asturias, regresando después a Madrid hasta 1943. Tras el fallecimiento de su madre, volvió a residir a Salinas con su sobrina.
Su obra se enmarcó en el realismo académico de su época. Cultivó principalmente el paisaje, bodegón, retrato y los interiores, y llegó a ser una figura destacada en la pintura asturiana. Fue una de las primeras socias de la Asociación de Pintores y Escultores.

### Actividad artística
En 1915 participó en la Exposición Nacional de Bellas Artes dándose a conocer, haciéndolo de nuevo en las ediciones de 1922, 1930, 1934, 1939, 1945 y 1948. En 1924, Galán, de fuertes sentimientos religiosos, participó como maestra en el Congreso Nacional de Educación Católica. Además, participó como artista en el Salón de Otoño de Madrid de 1930, 1931 y 1932.
En 1935 realizó su primera exposición individual en el Salón Peñalba de Oviedo, con buena acogida de público y crítica. Entre 1938 y 1944, ilustró en acuarela las 234 variedades de manzana asturiana por encargo del ingeniero agrónomo Julio Martínez Hombre para el archivo que finalmente publicó en 1957 del Ministerio de Agricultura, aunque después esas pinturas se perdieron. Entre 1939 y 1940, se encargó de la restauración en Salinas del retablo de la Iglesia de Nuestra Señora del Carmen.
Participó en varias exposiciones colectivas, como la Exposición de Artistas Asturianos que organizó en 1940 el Automóvil Club de Oviedo y en la que también figuraban artistas como Nicanor Piñole, Evaristo Valle, Joaquín Vaquero Palacios, Manuel Medina Díaz, Francisco Casariego, Eugenio Tamayo y Florentino Soria entre otros. Sus siguientes exposiciones individuales, en 1947 y 1953, fueron en el antiguo Colegio de Recoleta de la Universidad de Oviedo. Al año siguiente, expuso por primera y última vez en su localidad natal.

### Actividad política
Entre el 18 de octubre de 1929, se convirtió en concejala de Oviedo, por nombramiento del Gobernador de Asturias, siendo una de las tres primeras mujeres en alcanzar ese cargo en la localidad, junto a Isabel Maqua Carrizo y Gertrudis de la Sala. Durante el ejercicio de su cargo, y ante su preocupación por las clases más desfavorecidas, Galán trabajó fundamentalmente con la Comisión de Beneficencia y Sanidad. Galán, Maqua y de la Sala permanecieron en su cargo hasta febrero de 1930.

## Reconocimientos
En 1932 fue nombrada Socia de Mérito en el XII Salón de Otoño.